# Radziszewo (Dąbrowa Nowogardzka)
Radziszewo – przysiółek wsi Dąbrowa Nowogardzka w Polsce, położony w województwie zachodniopomorskim, w powiecie goleniowskim, w gminie Nowogard.
W latach 1975–1998 przysiółek administracyjnie należał do województwa szczecińskiego.